# Ponte Giuseppe Garibaldi
A Ponte Giuseppe Garibaldi é uma ponte localizada na ERS-786, entre os municípios de Imbé e Tramandaí, no Rio Grande do Sul. A travessia sobre o rio Tramandaí é composta por três pontes – duas no sentido Imbé-Tramandaí de pista única e outra de faixa dupla no sentido contrário.
O nome da ponte é uma homenagem a Giuseppe Garibaldi, um dos líderes da Revolução Farroupilha. Durante o conflito, foi pelo rio Tramandaí que Garibaldi atingiu o oceano e partiu para conquistar Laguna, em Santa Catarina. O italiano se beneficiou do sistema interligado de lagoas, que começa em Cidreira e se estende até Torres, e tem no rio Tramandaí sua única ligação com o mar. Ao chegar no estado vizinho, proclamou a República Juliana.